# John Erskine (lední hokejista)
John Erskine (* 26. června 1980 v Kingston, Ontario) je bývalý kanadský hokejový obránce a trenér.

## Hráčská kariéra
Urostlí obránce začínal juniorskou kariéru v klubu London Knights, kterým byl draftován v roce 1997 ze druhého místa. London Knights hrával juniorskou soutěž Ontario Hockey League, ve které John Erskine hrával tři roky. V posledním ročníku 1999/2000 vyhrál cenu Max Kaminsky Trophy, trofej pro nejlepšího obránce v soutěži a byl vybrán do prvního All-Star Týmu v OHL a druhý do All-Star Týmu v CHL. Během působení v juniorské soutěži byl v roce 1998 draftován do NHL týmem Dallas Stars ve 2. kole, celkově ze 39 místa. Po přestupu do seniorského hokeje začínal v nižší soutěži IHL, v následujícím ročníku se IHL liga rozpadla, klub Utah Grizzlies začal hrát v AHL. 19. listopadu 2001 měl debut v NHL s týmem Dallas Stars proti týmu New York Islanders, ve kterém odehrál sedm minut. Během výluky v NHL 2004/05 hrával pouze v týmu Houston Aeros. Po skončení výluky se vrátil zpět do Dallasu. 10. ledna 2005 byl společně vyměněn s výběrem draftu v roce 2006 (touto volbou byl vybrán Jesse Joensuu) do týmu New York Islanders za Janneho Niinimuu a výběr draftu v roce 2007 (touto volbou byl vybrán Ondřej Roman). Za Islanders pouze dohrál sezonu, ve které vstřelil jednu branku ze 34 odehraných zápasů. 14. září 2006 podepsal smlouvu s týmem Washington Capitals jako volný hráč. První sezonu za Capitals neodehrál příliš mnoho zápasů, tři zápasy odehrál na jejich farmě v Hershey Bears. Od sezony 2007/08 hrával pravidelně v základní sestavě. 17. prosince 2010 prodloužil smlouvu o dva roky s týmem Washington Capitals. Později si přivodil vážné zranění krku, kvůli toho musel vynechat celou část sezony 2014/15. Po sezoně jeho smlouva nebyla obnovena. Další zápasy ve své kariéře již nepřidal.

## Trenérská kariéra
Ročník 2017/18 vedl jako asistent trenéra univerzitní tým Queen's Gaels.

## Ocenění a úspěchy
- 2000 CHL - All-Star Tým
- 2000 OHL - Max Kaminsky Trophy
- 2000 OHL - První All-Star Tým

## Prvenství
- Debut v NHL - 19. listopadu 2002 (Dallas Stars proti New York Islanders)
- První asistence v NHL - 12. dubna 2002 (Dallas Stars proti Chicago Blackhawks)
- První gól v NHL - 22. ledna 2003 (Dallas Stars proti Columbus Blue Jackets, kanadskému brankáři Marcu Denisovi)

## Klubové statistiky
| Sezóna       | Klub                | Soutěž       |     | Základní část | Základní část | Základní část | Základní část | Základní část |   | Play off | Play off | Play off | Play off | Play off |
| Sezóna       | Klub                | Soutěž       | Z   | G             | A             | B             | TM            | Z             | G | A        | B        | TM       |          |          |
| 1996/1997    | Quinte Hawks        | MTJHL        | 48  | 4             | 16            | 20            | 241           | —             | — | —        | —        | —        |          |          |
| 1997/1998    | London Knights      | OHL          | 55  | 0             | 9             | 9             | 205           | 16            | 0 | 5        | 5        | 25       |          |          |
| 1998/1999    | London Knights      | OHL          | 57  | 8             | 12            | 20            | 208           | 25            | 5 | 10       | 15       | 38       |          |          |
| 1999/2000    | London Knights      | OHL          | 58  | 12            | 31            | 43            | 177           | —             | — | —        | —        | —        |          |          |
| 2000/2001    | Utah Grizzlies      | IHL          | 77  | 1             | 8             | 9             | 284           | —             | — | —        | —        | —        |          |          |
| 2001/2002    | Utah Grizzlies      | AHL          | 39  | 2             | 6             | 8             | 118           | 3             | 0 | 0        | 0        | 10       |          |          |
| 2001/2002    | Dallas Stars        | NHL          | 33  | 0             | 1             | 1             | 62            | —             | — | —        | —        | —        |          |          |
| 2002/2003    | Utah Grizzlies      | AHL          | 52  | 2             | 8             | 10            | 274           | 1             | 0 | 1        | 1        | 15       |          |          |
| 2002/2003    | Dallas Stars        | NHL          | 16  | 2             | 0             | 2             | 29            | —             | — | —        | —        | —        |          |          |
| 2003/2004    | Dallas Stars        | NHL          | 32  | 0             | 1             | 1             | 84            | —             | — | —        | —        | —        |          |          |
| 2003/2004    | Utah Grizzlies      | AHL          | 5   | 0             | 0             | 0             | 18            | —             | — | —        | —        | —        |          |          |
| 2004/2005    | Houston Aeros       | AHL          | 61  | 3             | 7             | 10            | 238           | 5             | 0 | 1        | 1        | 20       |          |          |
| 2005/2006    | Dallas Stars        | NHL          | 26  | 0             | 0             | 0             | 62            | —             | — | —        | —        | —        |          |          |
| 2005/2006    | Iowa Stars          | AHL          | 3   | 0             | 0             | 0             | 6             | —             | — | —        | —        | —        |          |          |
| 2005/2006    | New York Islanders  | NHL          | 34  | 1             | 0             | 1             | 99            | —             | — | —        | —        | —        |          |          |
| 2006/2007    | Washington Capitals | NHL          | 29  | 1             | 6             | 7             | 69            | —             | — | —        | —        | —        |          |          |
| 2006/2007    | Hershey Bears       | AHL          | 4   | 0             | 2             | 2             | 9             | —             | — | —        | —        | —        |          |          |
| 2007/2008    | Washington Capitals | NHL          | 51  | 2             | 7             | 9             | 96            | 7             | 0 | 2        | 2        | 6        |          |          |
| 2008/2009    | Washington Capitals | NHL          | 52  | 0             | 4             | 4             | 63            | 12            | 0 | 1        | 1        | 16       |          |          |
| 2009/2010    | Washington Capitals | NHL          | 50  | 1             | 5             | 6             | 66            | —             | — | —        | —        | —        |          |          |
| 2010/2011    | Washington Capitals | NHL          | 73  | 4             | 7             | 11            | 94            | 9             | 1 | 1        | 2        | 6        |          |          |
| 2011/2012    | Washington Capitals | NHL          | 28  | 0             | 2             | 2             | 51            | 4             | 0 | 1        | 1        | 0        |          |          |
| 2012/2013    | Washington Capitals | NHL          | 30  | 3             | 3             | 6             | 34            | 7             | 0 | 1        | 1        | 4        |          |          |
| 2013/2014    | Washington Capitals | NHL          | 37  | 1             | 3             | 4             | 56            | —             | — | —        | —        | —        |          |          |
| Celkem v NHL | Celkem v NHL        | Celkem v NHL | 491 | 15            | 39            | 54            | 865           | 39            | 1 | 6        | 7        | 32       |          |          |